# العامل المرافق F430

العامل المرافق F430

العامل المرافق F430  هو عامل مرافق يحوي على على النيكل ضمن رباعي بيرول ، والموجود ضمن إنزيم ميثيل-مرافق الإنزيم M ريدوكتاز ؛ والذي يحفّز التشكل الحيوي للميثان.